# Serralada de Mérida
La serralada de Mérida (en castellà cordillera de Mérida) és la serralada de més alçada de Veneçuela, el cim més alt de la qual és el pic Bolívar, amb 4.978 m. Junt amb la serrania de Perijá forma el ramal veneçolà de la serralada dels Andes. La serralada de Mérida està composta per diverses serralades secundàries, sent les més conegudes sierra Nevada de Mérida i la serra La Culata, ambdues localitzades a la zona mitjana de la serralada, dins l'estat Mérida.
La serralada es troba a la part occidental de Veneçuela, als estats d'Apure, Barinas, Lara, Mérida, Táchira i Trujillo, tenint el seu inici en la depressió del Táchira, a la frontera entre Colòmbia i Veneçuela i estenent-se uns 425 quilòmetres fins a la depressió de Barquisimeto-Carora.

## Cims principals
Els principals cims de la serralada són:
- Pic Bolívar. 4.981 m
- Pic Humboldt. 4.925 m
- Pic La Concha. 4.922 m
- Pic Bonpland. 4.893 m
- Pic Espejo. 4.765 m
- Pic Piedras Blancas. 4.737 m
- Pic El Toro. 4.727 m
- Pic Mucuñuque. 4.610 m
- Pic el Aguila. 4.260 m
- Pic el Llano. 4.240 m